# ジョージ・ハモンド

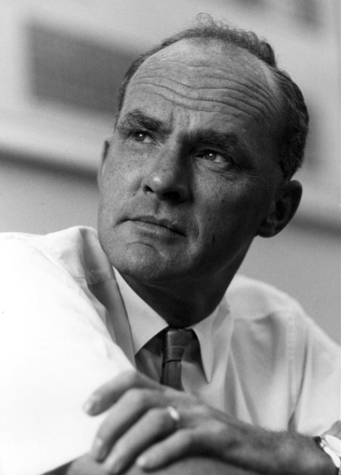
ジョージ・ハモンド

ジョージ・ハモンド（George S. Hammond、1921年5月22日 - 2005年10月5日）は、アメリカ合衆国の化学者。メイン州オーバーン生まれ。
アイオワ州立大学とカリフォルニア工科大学で研究をおこなった。化学反応の遷移状態の構造や性質を推定するハモンドの仮説は、彼の1955年の論文に由来する。

## 受賞歴
- 1968年 ノリス賞
- 1970年 レムセン賞
- 1976年 プリーストリー賞[1]
- 1994年 アメリカ国家科学賞、グレン・T・シーボーグ・メダル